# معركة سورو
في العام 878 قبل الميلاد غزا آشور ناصربال الثاني، ملك آشور، سورو، القلعة الرئيسية لمحافظ سوخو (Suhum)، من الدولة البابلية. مع أن الآشوريين حققوا انتصارًا كبيرًا، إلا أن هذا الادعاء مشكوك فيه بسبب التمردات اللاحقة في منطقة الفرات الوسطى، ولأن الجيش الآشوري تحت قيادة آشور ناصربال الثاني لم يجرِ ذكره مرة أخرى على أنه هاجم بقدر بعيد إلى سوخو. وبحسب ما ورد، فقد استولى الآشوريون على فرقة من سلاح الفرسان البابليين خلال هذه المعركة. هذه المعركة واحدة من المعارك القليلة المبلغ عنها خلال هذه الفترة الزمنية المتعلقة بالشؤون العسكرية البابلية.